# Descarga de Townsend

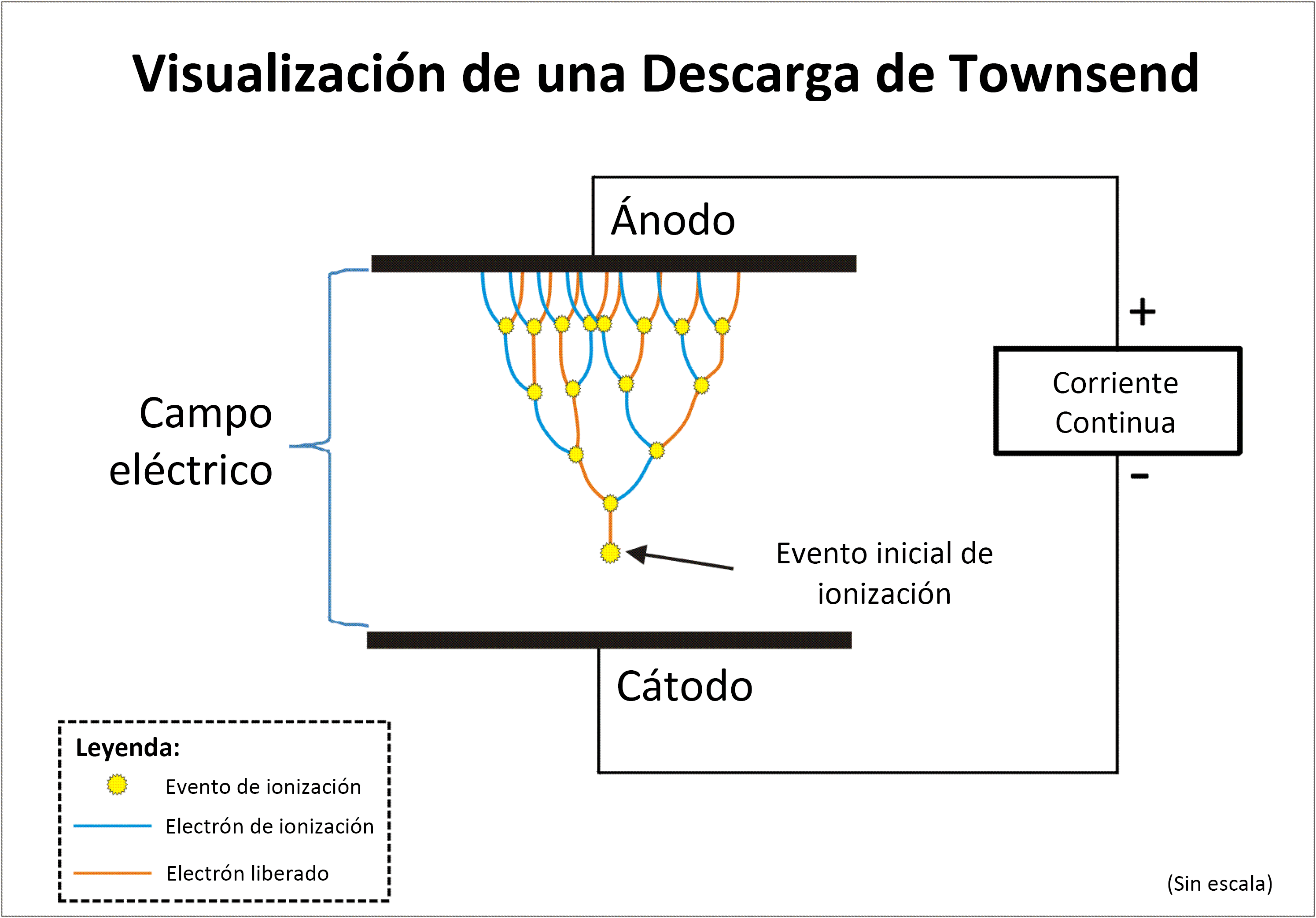
Efecto de descarga en cascada en un gas sometido a radiación ionizante entre dos electrodos planos. El primer elemento ionizado libera un electrón, y cada colisión subsiguiente libera otro más, de forma que emergen dos electrones de cada colisión sosteniendo la descarga en cadena.

La descarga de Townsend  es un proceso de ionización de un gas donde los electrones libres acelerados por un campo eléctrico suficientemente fuerte aumentan la conductividad eléctrica a través del gas por un efecto en cascada causado por la ionización de moléculas. Cuando decrece el número de cargas libres o se debilita el campo eléctrico, el fenómeno cesa.
Debe su nombre al físico británico John Sealy Townsend, quien descubrió el mecanismo de ionización fundamental en sus trabajos realizados entre 1897 y 1901.

## Descripción general del fenómeno
La descarga es un efecto en cascada que se produce en un medio gaseoso que es ionizado (como por ejemplo, el aire) cuando es sometido a un campo eléctrico suficientemente elevado, capaz de acelerar los electrones libres al nivel de energía necesario para causar ionización por impacto.
El mecanismo de descarga en cascada se describe en el esquema adjunto, donde un campo eléctrico es aplicado a través de un medio gaseoso, donde se crean iones por su exposición a una radiación ionizante. A partir de una primera molécula ionizada por la radiación, se produce un par de iones. El positivo acelera hacia el cátodo, mientras que el electrón libre acelera hacia el ánodo. Si el campo eléctrico es bastante fuerte, el electrón libre obtiene velocidad suficiente (es decir, energía), y puede liberar otro electrón cuando colisione con una molécula. Los dos electrones libres entonces viajan hacia el ánodo, y obtienen energía suficiente del campo eléctrico para provocar una nueva ionización por impacto. Este proceso es efectivamente una reacción en cadena de generación de electrones, y depende de que los electrones libres obtengan energía suficiente entre colisiones para sostener la descarga. El número total de los electrones que alcanzan el ánodo es igual al número de colisiones, más el número inicial de electrones libres. El límite de la multiplicación de electrones en una descarga es conocido como el límite de Raether.
La descarga de Townsend puede tener una amplia gama de densidades. En tubos de gas comunes, como los utilizados en los detectores de ionización gaseosa, las magnitudes de las corrientes que fluyen durante este proceso pueden variar entre aproximadamente 10−18 amperios a aproximadamente 10−5 amperios.

## Descripción cuantitativa del fenómeno
El montaje básico de los primeros experimentos de Townsend cuando investigaba las descargas ionizantes en gases, constaba de dos placas paralelas planas situadas a los lados de un recipiente llenado con un gas. Una fuente eléctrica de alta tensión se conectaba entre las placas (el cátodo al polo negativo, y el ánodo al positivo) forzando al cátodo a emitir electrones según el efecto fotoeléctrico irradiándolo con rayos X, encontrando que el flujo de corriente {\displaystyle I} a través del gas dependía del campo eléctrico entre las placas. Aun así, esta corriente mostró un aumento exponencial cuando disminuía la distancia entre las placas, llegando a la conclusión de que los iones de gas se multiplicaban cuando se desplazaban entre las placas debido al elevado campo eléctrico.
Observó que las corrientes variaban exponencialmente diez o más órdenes de magnitud por encima del voltaje constante aplicado cuando la distancia entre las placas se variaba. También descubrió la dependencia de la presión del medio gaseoso, y fue capaz de generar iones en gases a baja presión con un voltaje mucho más bajo que el necesario para generar una chispa. Esto contradecía la idea convencional sobre la conductividad eléctrica de un gas irradiado.
El dato experimental obtenido de sus experimentos se describen según la fórmula siguiente
{\displaystyle {\frac {I}{I_{0}}}=e^{\alpha _{n}d},\,}
donde
- {\displaystyle I} es el flujo eléctrico en el dispositivo,
- {\displaystyle I_{0}} es la corriente fotoeléctrica generada en la superficie del cátodo,
- {\displaystyle e} es el número de Euler,
- {\displaystyle \alpha _{n}} es el primer primer coeficiente de ionización de Townsend, expresando el número de pares de iones generado por unidad de longitud (p. ej. metro) por un ion negativo (anión) moviéndose de cátodo a ánodo,
- {\displaystyle d} es la distancia entre las placas del dispositivo.

El voltaje casi constante entre las placas es igual a la tensíón de ruptura necesara para crear una descarga autosostenible, y disminuye cuando la corriente alcanza el régimen de descarga luminiscente. Los experimentos subsiguientes revelaron para la intensidad {\displaystyle I} aumentos mayores que los pronosticados por la fórmula según aumentaba la distancia {\displaystyle d} : dos efectos diferentes fueron considerados para explicar la física del fenómeno y para poder hacer un cálculo cuantitativo preciso.

### Ionización del gas causada por movimiento de iones positivos
Townsend propuso la hipótesis de que los iones positivos también producen pares de iones, introduciendo un coeficiente {\displaystyle \alpha _{p}} que expresa el número de pares de iones generado por unidad de longitud por un ion positivo (catión) moviéndose de ánodo a cátodo.Se planteó la fórmula siguiente:
{\displaystyle {\frac {I}{I_{0}}}={\frac {(\alpha _{n}-\alpha _{p})e^{(\alpha _{n}-\alpha _{p})d}}{\alpha _{n}-\alpha _{p}e^{(\alpha _{n}-\alpha _{p})d}}}\qquad \Longrightarrow \qquad {\frac {I}{I_{0}}}\cong {\frac {e^{\alpha _{n}d}}{1-({\alpha _{p}/\alpha _{n}})e^{\alpha _{n}d}}}}
con {\displaystyle \alpha _{p}\ll \alpha _{n}}, muy concordante con los experimentos.
El primer coeficiente de Townsend (α), también conocido como primer coeficiente de Townsend de descarga es un término utilizado cuando la ionización secundaria se verifica porque los electrones de ionización primarios obtienen energía suficiente del campo eléctrico, o de una partícula inicialmente ionizada. El coeficiente da el número de electrones secundarios producidos por electrón primario y por unidad de longitud recorrida.

### Emisión del cátodo causada por impacto de iones
Townsend, Holst y Oosterhuis también desarrollaron una hipótesis alternativa, considerando que la emisión secundaria de electrones desde el cátodo era causada por el impacto de iones positivos. Esto introdujo el segundo coeficiente de ionización de Townsend {\displaystyle \epsilon _{i}} ; el número medio de electrones liberado por una superficie por un ion positivo incidente, según la fórmula siguiente:
{\displaystyle {\frac {I}{I_{0}}}={\frac {e^{\alpha _{n}d}}{1-{\epsilon _{i}}\left(e^{\alpha _{n}d}-1\right)}}.}
Estas dos fórmulas pueden ser interpretadas como descripciones de casos límite del comportamiento efectivo del proceso, y también pueden ser utilizadas para interpretar los resultados experimentales. Hay bibliografía con otras fórmulas que describen varios comportamientos intermedios (ver referencias).

## Condiciones

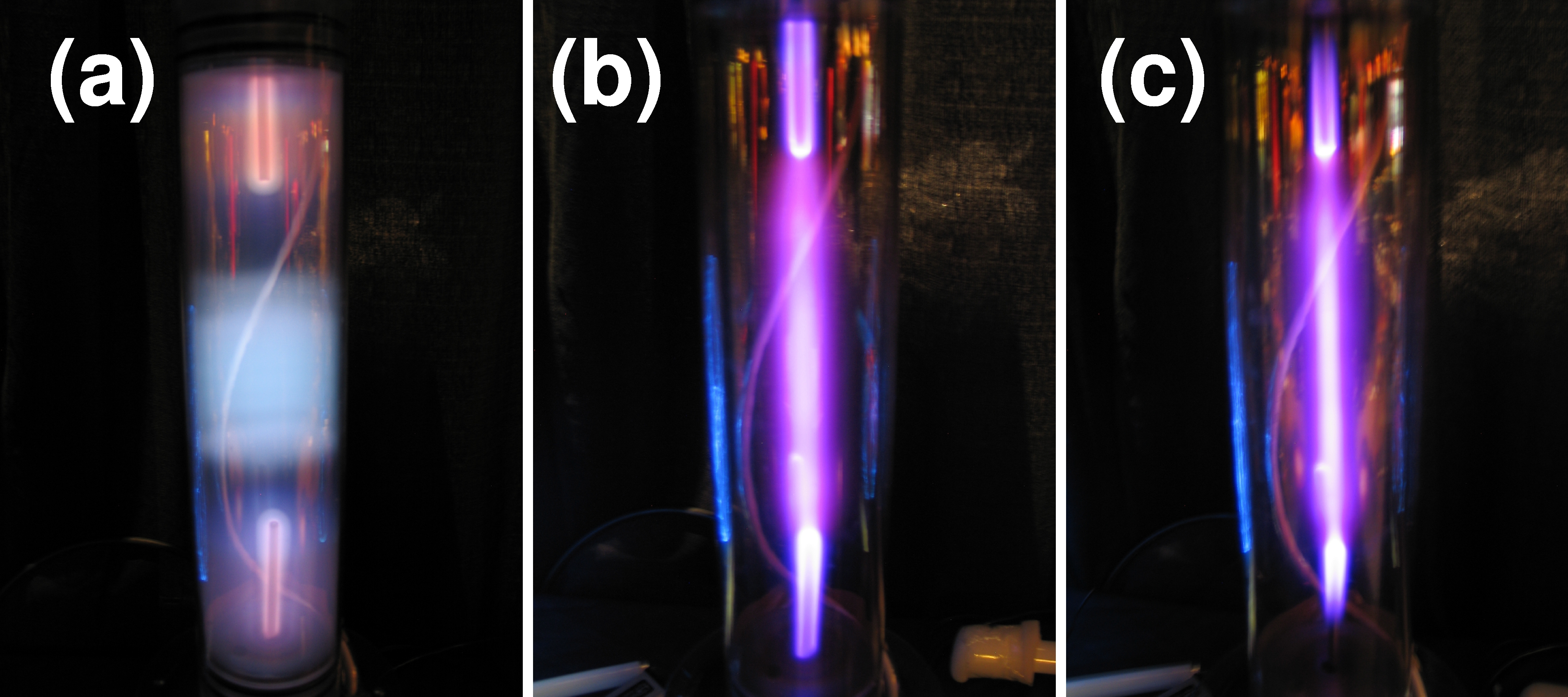
Transición del fulgor de un arco de descarga en argón, incrementando la presión del gas.

Características del Voltaje de descarga eléctrica en neón a 1 torr de presión con dos electrodos planos separados 50 cm.
A: pulsos aleatorios por radiación cósmica
B: corriente de saturación
C: descarga en cascada de Townsend
D: descaga auto-sostenida de Townsend
E: región inestable: efecto corona
F: descarga luminiscente infra-normal
G: descarga de refulgencia normal
H: descarga anormal
I: región inestable: transición al arco luminiscente
Jːarco eléctrico
Kː arco eléctrico
La región A-D se denomina de descarga oscura; hay alguna ionización, pero la corriente está por debajo de 10 microamperios y no se produce una cantidad significativa de radiación.
La región F-H se denomina de descarga luminiscente; el plasma emite un débil fulgor que ocupa casi todo el volumen del tubo; la mayoría de la luz es emitida por átomos neutros excitados.
La región I-K presenta un arco de descarga; el plasma está concentrado en un canal estrecho a lo largo del centro del tubo; se produce una gran cantidad de radiación.

La descarga de Townsend sólo puede sostenerse sobre una gama limitada de presiones de gas e intensidades de campo eléctrico. El gráfico adjunto muestra la variación de voltaje y las regiones operativas diferentes para tubos llenos de gas con una presión constante, pero con valores de corriente variables entre sus electrodos. El fenómeno de producción de electrones en cascada en la zona B-D. Más allá de D, se produce una ionización sostenida.
Con presiones más altas, las descargas ocurren más rápidamente que el tiempo calculado para iones a través del vacío entre electrodos, y la teoría de descarga de chispa de Raether, Meek y Loeb es aplicable. En campos eléctricos altamente no-uniformes, el efecto corona es aplicable a la descarga.
La descarga en el vacío requiere la vaporización e ionización de átomos del electrodo. Entonces puede iniciarse un arco voltaico sin una descarga de Townsend preliminar; por ejemplo, cuando se separan electrodos previamente en contacto.

## Aplicaciones

### Tubos de gas de descarga
El inicio de la descarga de Townsend fija el límite superior de la tensión de ruptura de descarga luminiscente que un tubo lleno de un gas puede resistir. Este límite es la tensión de ruptura de la descarga de Townsend, también llamado voltaje de ignición del tubo.

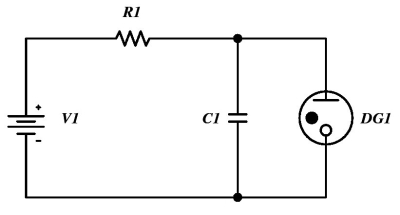
Oscilador de relajación con diodo de lámpara de gas neón de cátodo frío.

La aparición de la descarga de Townsend, precediendo a formas de rotura de la descarga luminiscente, modifica el valor de la tensión registrada en el interior de un protector de sobretensión. Por ejemplo, las lámparas de neón presentan zonas de resistencia diferencial negativa del tipo S. Esta resistencia negativa suele generar oscilaciones eléctricas y formas de onda, como en el oscilador de relajación cuyo esquema figura en el cuadro de la derecha. La oscilación generada en forma de dientes de sierra tiene la frecuencia
{\displaystyle f\cong {\frac {1}{R_{1}C_{1}\ln {\frac {V_{1}-V_{\text{GLOW}}}{V_{1}-V_{\text{TWN}}}}}},}
donde
- {\displaystyle V_{\text{GLOW}}} es la tensión de ruptura de descarga luminiscente,
- {\displaystyle V_{\text{TWN}}} es la tensión de ruptura de la descarga de Townsend,
- {\displaystyle C_{1}}, {\displaystyle R_{1}} y {\displaystyle V_{1}} son respectivamente la capacitancia, la resistencia y el voltaje de suministro del circuito.

Dado que la temperatura y la estabilidad en el tiempo de las características de los diodos de gas y de las lámparas de neón es baja, la dispersión estadística de los voltajes de ruptura es elevada, por lo que la fórmula sólo puede dar una indicación cualitativa de la frecuencia real de las oscilaciones.

### Fototubos de gas
La multiplicación en cascada durante la descarga de Townsend es utilizada en los fototubos de gas para amplificar la carga fotoeléctrica generada por la radiación incidente (luz visible o no) en el cátodo: las corrientes operativas son habitualmente entre 10~20 veces mayores que las generadas por los fototubos de vacío.

### Detectores de radiación ionizante

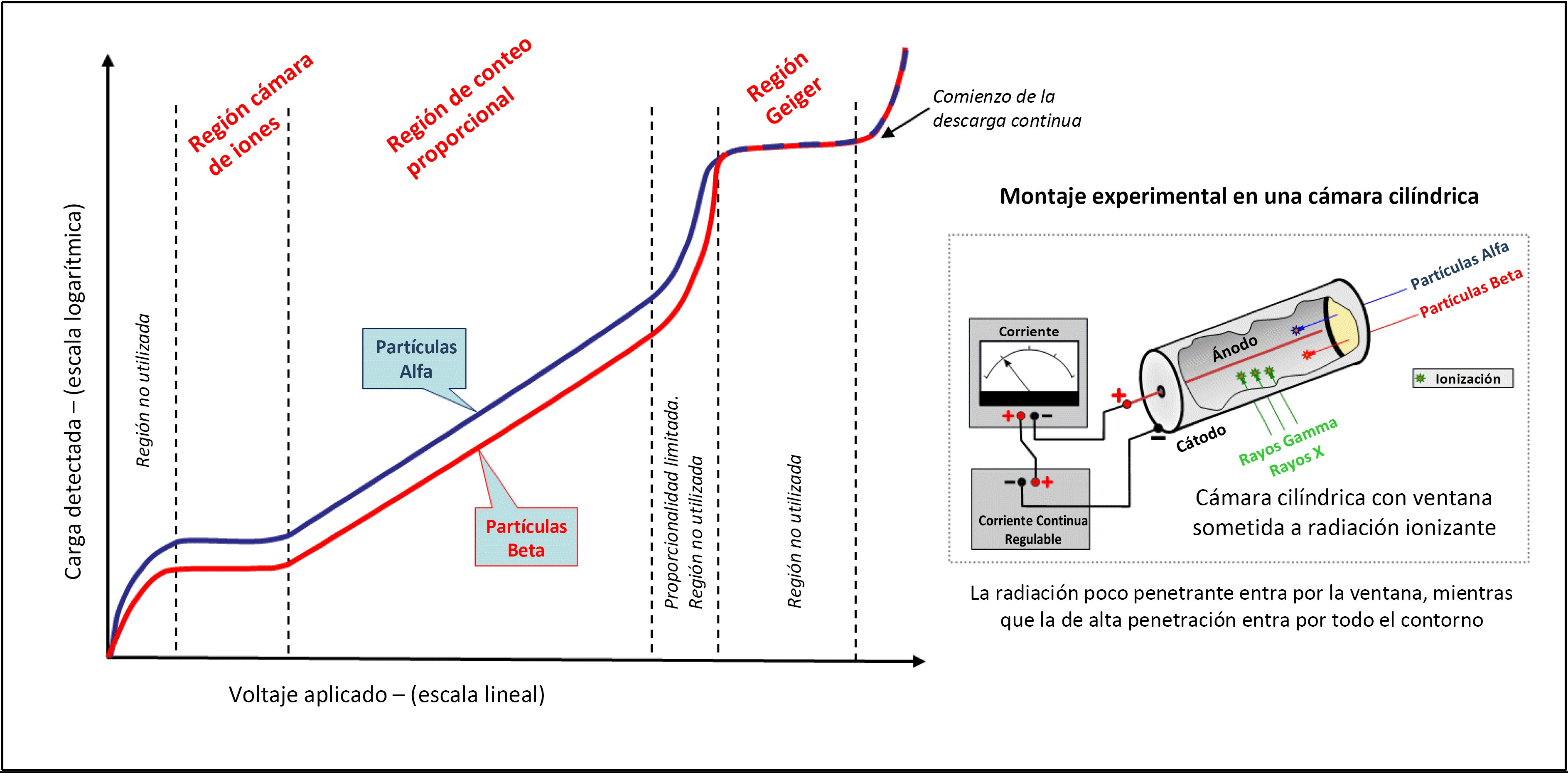
Variación de la carga de par de iones con la tensión aplicada:
Este diagrama muestra la relación de las regiones de detección de gases, utilizando un concepto experimental de la aplicación de un voltaje variable a una cámara cilíndrica que se somete a radiación ionizante. Partículas Alfa y Beta se representan para demostrar el efecto de diferentes energías ionizantes, pero el mismo principio se extiende a todas las formas de radiación ionizante. La cámara de iones y las regiones proporcionales pueden operar a presión atmosférica, y su salida varía con la energía de radiación. Sin embargo, en la práctica la región Geiger se opera a una presión reducida (alrededor de una décima de atmósfera) para permitir el funcionamiento con voltajes mucho más bajos; de lo contrario serían necesarios impracticables altos voltajes. La lectura de la región Geiger no diferencia entre las energías de radiación.

Las descargas de Townsend son fundamentales en el funcionamiento de los detectores de ionización gaseosa como el tubo Geiger-Müller y el contador proporcional, tanto para detectar radiaciones ionizantes como para medir su energía. La radiación incidente ioniza átomos o moléculas en el medio gaseoso para producir pares de iones, pero cada tipo de detector hace un uso distinto de los efectos de descarga resultantes.
En el caso del tubo Geiger-Müller, la elevada tensión del campo eléctrico es suficiente para causar la ionización completa del gas que rodea el ánodo para facilitar la generación inicial de un par de iones. El contador detecta cuándo se produce una descarga, pero no da información sobre la energía de la radiación incidente.
En el caso de contadores proporcionales, se produce la generación de múltiples pares de iones en la "región de deriva de iones" próxima al cátodo. El campo eléctrico y la geometría del tubo están ideados de modo que se crea una "región de descarga" en la proximidad inmediata del ánodo. Un ion negativo que vaya a la deriva hacia el ánodo, si se introduce en esta región creará una descarga localizada independiente de los otros pares de iones, pudiendo todavía producir un efecto multiplicador. De este modo, se dispone de información espectroscópica de la energía de la radiación incidente por la magnitud del pulso producido por cada reacción de descarga iniciada.
El gráfico adjunto muestra la variación de corriente de ionización para un sistema de cilindro co-axial. En la región de ionizada del tubo, no hay ninguna descarga y el voltaje aplicado sólo sirve para mover los iones hacia los electrodos para impedir su re-combinación.
En la región proporcional, se registran descargas localizadas en la zona oculada por el gasi inmediatamente alrededor del ánodo, que es numéricamente proporcional al número de acontecimientos originales de ionización. Aumentando más el voltaje, se incrementa el número de descargas hasta que se alcanza la región Geiger, en la que el volumen del gas ionizado ocupa por completo el espacio alrededor de los ánodos ionizados, y toda la información acerca de las proporciones de la energía se pierde. Más allá de la región Geiger, el gas forma un caudal continuo debido a la elevada fuerza del campo eléctrico.